# Vizier (functie)
Een vizier (Arabisch: وزير; wazīr; "lastdrager" of "helper"; van wazara, Turks: vezir), ook gespeld als vazir, vizir, vasir, wazir of vesir is een benaming voor een hooggeplaatste functionaris en (soms religieuze) regeringsadviseur of minister van een heerser zoals een farao, kalief, emir, malik (koning) of sultan. De term bestaat al sinds de oudheid. Zo werd in februari 2013 bekend dat men in Luxor de piramide van de vizier van Ramses II gevonden had.
De term wordt in westelijk Azië gebruikt voor sommige hooggeplaatste functionarissen onder de bestuurlijke leider. Het wordt ook gebruikt in de kabinetten van een islamitische republiek en voor het beschrijven van soortgelijke functies van voor de islamitische periode.